# Хатчинсон (Канзас)
Ха́тчинсон (англ. Hutchinson /ˈhəchənsən/) — самый большой город и административный центр округа Рино, штата Канзас, США. Главная градообразующая отрасль города — соляная промышленность. Благодаря этому город получил прозвище «Солёный город» (Salt City), однако местные жители зовут свой город «Хатч» (Hutch), что можно перевести как вагонетка.
Согласно переписи 2012 года, население города составляет 41 962 человек, что на 0,3 % меньше показателя 2010 года.
Ежегодно в Хатчинсоне проводится Канзасская Государственная ярмарка (Kansas State Fair). Также каждый год город принимает баскетбольный чемпионат, организуемый канзасским отделением Национальной Спортивной Ассоциации Студентов Начальных Курсов (NJCAA).

## История
Город Хатчинсон был основан в 1871 году по проекту компании Atchison, Topeka and Santa Fe Railway на месте пересечения железной дорогой реки Арканзас. Руководил проектом индейский агент Клинтон Хатчинсон (Clinton «C.C.» Hutchinson). В то время город получил прозвище «Трезвый Город», поскольку Клинтон хотел, чтобы только люди с высокими моральными устоями населяли Хатчинсон. В пределах города алкоголь не продавался. Благодаря запрету, многие общины амишей и меннонитов переселялись в регион. Статус города Хатчинсон получил 15 августа 1872 года. Запрет на алкоголь был снят в 1876 году, однако горожане сохранили атмосферу тихого города.

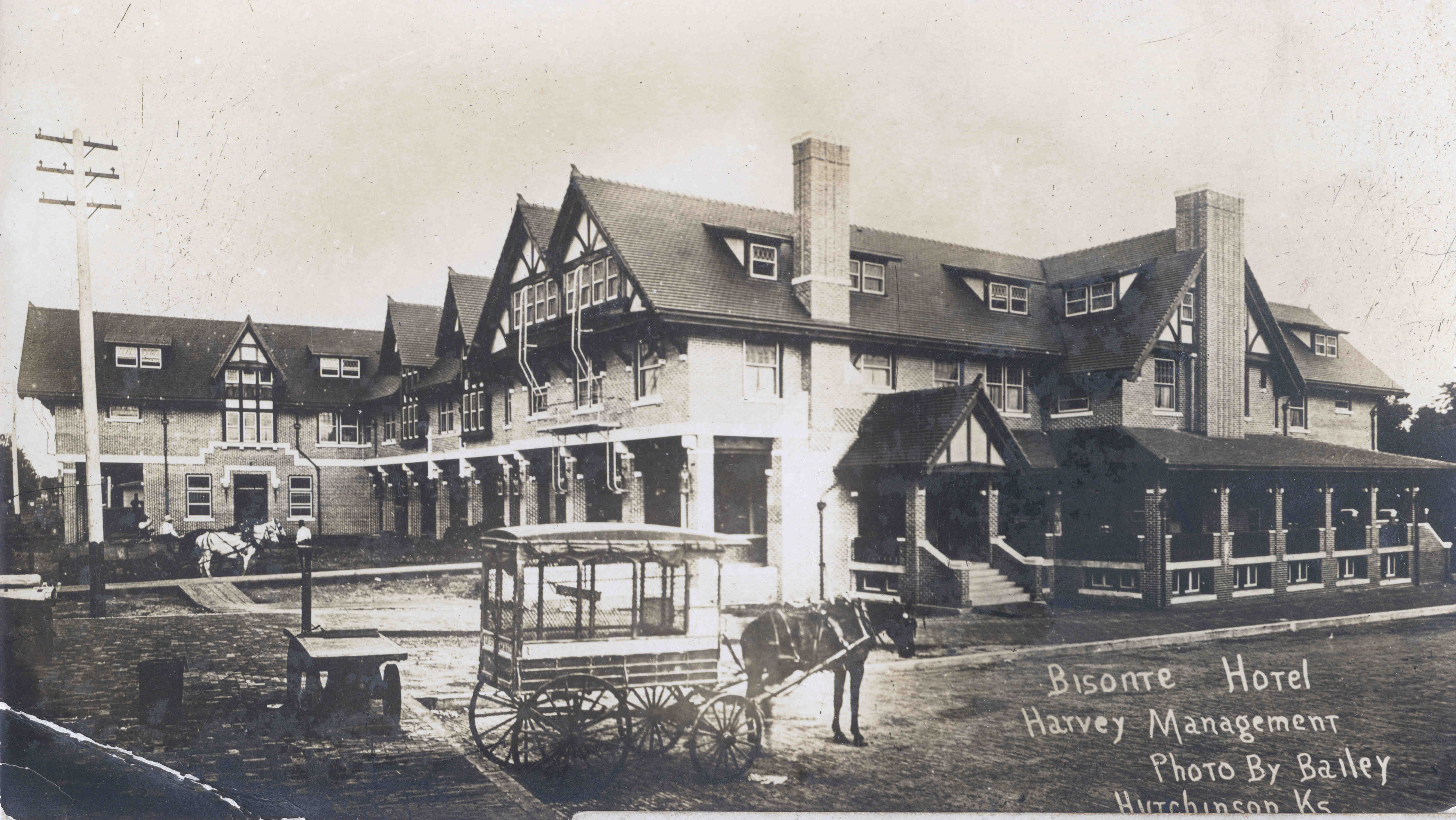
Отель Бизонте, построенный в 1906 и закрытый в 1946. Он принадлежал Дому Харви и отделению Atchison, Topeka and Santa Fe Railway в Хатчинсоне

В 1887 году другая железнодорожная компания, «Железная Дорога Чикаго, Канзаса и Небраски»(en), протянула ветку железной дороги от города Херингтон (Herington) до города Пратт (Pratt), которая прошла через Хатчинсон. В 1888 году эта линия была продлена до города Ли́берал (Liberal), и далее ушла за пределы штата Канзас до Тукумкэри (Нью-Мексико) и до Эль-Пасо (Техас). В 1891 году этот участок железной дороги перешёл в собственность компании «Чикаго, Рок-Айленд и Тихоокеанская Железная Дорога»(en), которая в 1980 году была преобразована в компанию «Железная Дорога Оклахомы, Канзаса и Техаса»(en), слившуюся в 1988 году с «Миссури Тихоокеанской Железной Дорогой»(en), которая, в свою очередь, объединилась в 1997 году с «Железной Дорогой Юнион Пацифик». Большинство местных жителей до сих пор называют эту железную дорогу «Рок-Айленд».
С 1943 года на территории среднего запада США использовались немецкие и итальянские военнопленные для восполнения нехватки рабочей силы, задействованной на разных театрах военных действий Второй Мировой Войны. В Канзасе было создано несколько больших лагерей(en) для военнопленных: Конко́рдия (Concordia) в округе Клауд, Фа́нстон (Funston) в округе Райли, Филипс (Phillips) в округе Салин. Военная База Форт Райли создала ещё 12 малых лагерей, в том числе и в Хатчинсоне.

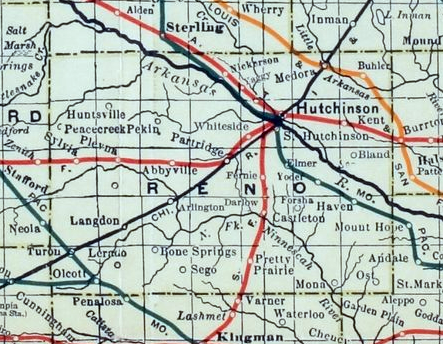
Карта железных дорог округа Рино (1915 год)

17 января 2001 года неподалёку от города произошла утечка 4 млн м3 сжатого природного газа из месторождения Ягги (Yaggy). Газ просочился через подземное соляное озеро по старым соляным выработкам, сконцентрировавшись у 15-ти дыхал. Взрыв в центре города прогремел в 10:45 утра, разрушив 2 предприятия и повредив около 26. На следующий день взрыв прогремел на парковке трейлеров(en), унеся жизни двух человек. После взрывов Канзасская Национальная Гвардия(en) эвакуировала жителей города, в то время как газовая служба обследовала весь город в поисках новых утечек.
В 1872 году была основана Старшая Школа Хатчинсона (Hutchinson High School). Школа является членом Канзасской Ассоциации Спорта Старших Классов (KSHSAA). Символом спортивных команд разных видов спорта школы стал «Соляной Сокол» (Salthawk). Команда школы по американскому футболу «Соляной Сокол» участвует в соревнованиях ассоциации с 1969 года. Команда провела 7 игр подряд дома, в городе Хатчинсоне, 6 из которых выиграла (Государственный Чемпионат, дивизионы 6А и 5А). C 2011—2012 учебного года команда находится в высшем школьном дивизионе 6А.
В середине 1930-х годов в Хатчинсоне был заложен гольф клуб «Загородный клуб Дюны Прерии» (Prairie Dunes Country Club); первые 9 лунок были открыты для спортсменов в 1937 году. Основали клуб Кэри Эмерсон (Carey Emerson) и его четыре сына. Через 20 лет в 1957 году были открыты ещё 9 лунок. Поля для гольфа «Дюн Прерии» входят в число лучших полей для гольфа США. Клуб принимал несколько национальных чемпионатов Ассоциации Гольфа Соединённых Штатов (en).
В 1998 году город был награждён премией «All-America City Award» (с англ. — «Всеамериканский город») присуждаемой Национальной гражданской лигой, которую неофициально называют «Нобелевской премией за конструктивное гражданство» и которая выдается за активную гражданскую позицию жителей некорпоративных сообществ Соединённых Штатов в жизни местного самоуправления.

## География
Хатчинсон расположен в центральной части штата Канзас. Город лежит в области Великих равнин, на территории Великого Изгиба Песчаной Прерии (Great Bend Sand Prairie). Южную часть города пересекает река Арканзас. Коровий ручей (Cow Creek), протекая по западной части города, впадает в реку Арканзас. Хатчинсон удалён на 73 км от Уичито, и на 311 км от Канзас-Сити — крупнейших городов штата Канзас.
Хатчинсон имеет следующие географические координаты: 38°03′56″ с. ш. 97°55′25″ з. д., расположен город на высоте 468 м над уровнем моря. По данным Бюро переписи населения США 2010 года, город имеет общую площадь 58,92 км2, из которых 58,77 км2 земли и 0,16 км2 водной поверхности.

### Климат
Хатчинсон лежит в переходной климатической зоне между субтропическим океаническим климатом и Умеренно континентальным климатом. Климат жаркий и влажный летом, и холодный и сухой зимой. Средняя годовая температура составляет +13 °C, а средняя годовая относительная влажность — 65 %. Температура выше +32 °C подымается в среднем 65 дней в году; ниже 0 °C опускаться в среднем 121 день в году. Город имеет 46 дождливых дней в году. Средний годовой уровень снега составляет 35 см. Суммарный годовой уровень осадков составляет 770 мм. Январь является самым холодным месяцем, июль — самым тёплым, май — самым влажным. Самая высокая температура, отмеченная в Хатчинсоне за весь период наблюдений, +44 °C (1964 год), а самая низкая −28 °C (1982 год).
| Показатель                                                                | Янв.  | Фев.  | Март  | Апр. | Май   | Июнь  | Июль | Авг. | Сен. | Окт. | Нояб. | Дек.  | Год   |
| ------------------------------------------------------------------------- | ----- | ----- | ----- | ---- | ----- | ----- | ---- | ---- | ---- | ---- | ----- | ----- | ----- |
| Абсолютный максимум, °C                                                   | 21,7  | 27,8  | 31,7  | 35   | 38,9  | 42,8  | 43,3 | 43,3 | 40,6 | 36,1 | 26,1  | 27,8  | 43,3  |
| Средний суточный максимум, °C                                             | 5,9   | 8,9   | 14,5  | 19,9 | 25,2  | 30,4  | 33,4 | 32,7 | 28,2 | 20,9 | 13,1  | 6,4   | 20    |
| Средняя температура, °C                                                   | −0,4  | 2,1   | 7,5   | 12,8 | 18,8  | 23,8  | 26,8 | 25,9 | 20,9 | 13,8 | 6,4   | 0,4   | 13,3  |
| Средний суточный минимум, °C                                              | −6,7  | −4,7  | 0,5   | 5,8  | 12,4  | 17,2  | 20,2 | 19,1 | 13,7 | 6,8  | −0,3  | −5,6  | 6,6   |
| Абсолютный минимум, °C                                                    | −25,6 | −26,7 | −16,1 | −6,1 | −0,6  | 6,7   | 8,9  | 8,3  | 1,1  | −6,7 | −16,7 | −18,9 | −26,7 |
| Норма осадков, мм                                                         | 10,2  | 35,6  | 66    | 66   | 111,8 | 114,3 | 94   | 86,4 | 68,6 | 63,5 | 27,9  | 25,4  | 769,6 |
| Источник: Климат Хатчинсона. “Weatherbase”. Дата обращения: 1 марта 2014. |       |       |       |      |       |       |      |      |      |      |       |       |       |

## Население
| Год переписи | Население | Прирост, % |
| ------------ | --------- | ---------- |
| 1880         | 1 540     | —          |
| 1890         | 8 682     | 463,8 %    |
| 1900         | 9 379     | 8 %        |
| 1910         | 16 364    | 74,5 %     |
| 1920         | 23 298    | 42,4 %     |
| 1930         | 27 085    | 16,3 %     |
| 1940         | 30 013    | 10,8 %     |
| 1950         | 33 575    | 11,9 %     |
| 1960         | 37 574    | 11,9 %     |
| 1970         | 36 885    | -1,8 %     |
| 1980         | 40 284    | 9,2 %      |
| 1990         | 39 308    | -2,4 %     |
| 2000         | 40 787    | 3,8 %      |
| 2010         | 41 962    | 2,9 %      |

По данным Бюро переписи населения США на 2012 год население города Хатчинсон составляет 41 962 человек, что составляет 1,4 % всего населения Канзаса. По сравнению с 2010 годом, население округа уменьшилось на 0,3 %. Расовый состав населения города в сравнении с данными по штату Канзас в 2010 году следующий:
| Раса                | Рино  | Канзас |
| ------------------- | ----- | ------ |
| Европейцы           | 87,9% | 83,8%  |
| Африканцы           | 4,3%  | 5,9%   |
| Коренные американцы | 0,7%  | 1,0%   |
| Азиаты              | 0,6%  | 2,4%   |
| Гавайцы и океанийцы | 0%    | 0,1%   |
| Смешанные расы      | 3,2%  | 3,0%   |

В городе 10 352 семей и 16 981 домохозяйств. Средняя плотность населения составляет 716,1 человека на км2. Количество жилья — 18 580 единиц, плотность жилья в среднем 316,2 домов на км2.
Из всех домохозяйств 29,3 % хозяев имеют детей в возрасте до 18 лет, проживающих с ними; 44,1 % состоят в браке; 12,3 % матерей-одиночек; 4,5 % отцов-одиночек; 39,0 % не имеют семьи. В 33,2 % всех домохозяйств проживает один человек, 13,7 % из них в возрасте 65 лет и старше. Средний размер проживающих в одном домохозяйстве 2,31 человек; средний размер одной семьи 2.93 человека.
Средний возраст в городе Хатчинсон 37,8 лет. 23,1 % жителей в возрасте до 18 лет; 10,5 % в возрасте от 18 до 24 лет; 24,4 % — от 25 до 44 лет; 25,4 % — от 45 до 64 лет; 16,6 % в возрасте 65 лет и старше. Гендерный состав города: 50,3 % мужчин и 49,7 % женщин.

## Промышленность
- С обнаружением в 1887 году около Южного Хатчинсона залежей соли, к западу от реки Миссисипи начали образовываться соле-перерабатывающие предприятия. Обнаружил соль предприниматель Бенджамин Бланшар (Benjamin Blanchard), который бурил скважины в поисках нефти[16]. Вплоть до 1923 года для добычи соли использовалась вода, которая заливалась в скважины, затем соляной раствор выкачивался обратно. В 1923 году Эмерсон Кэри (Emerson Carey)[17] основал Соляную Компанию Кэри (Carey Salt Company), которая единственная в Хатчинсоне стала добывать соль шахтным способом. Шахта этой компании до сих пор используется и управляется Соляной компанией Хатчинсона (Hutchinson Salt Company). Компании «Каргилл» (Cargill) и «Соль Мортона» (Morton Salt) добывают в Хатчинсоне соль при помощи воды.

Выработанные соляные шахты обладают уникальным микроклиматом, что позволяет их использовать для архивного хранения оригиналов записей кино и телевидения, записей на магнитных лентах, документов государственных, исторических, медицинских, юридических, финансовых и др. Компания «Подземные Хранилища» (Underground Vaults & Storage) получила на хранение такие уникальные вещи, как оригиналы фильмов «Волшебник страны Оз» 1939 года, «Унесённые ветром» 1939 года, «Звёздные войны» 1977 года и многие другие.
- В Хатчинсоне находится элеватор «Terminal J» — второй по вместимости зерновой элеватор в мире[20]. Длина элеватора составляет 742 метра. Построен был в 1961 году. Находится под управлением корпорации Archer Daniels Midland.

С 1880 года, с момента становления зерновой отрасли в Хатчинсоне, появилась потребность в зернохранении. Первый элеватор в городе был построен Дж. Б. Поттером (J.B. Potter). В силу своего выгодного расположения на пересечении железных дорог, Хатчинсон стал центром по хранению зерна Канзаса. К 1910 году были построены элеваторы с суммарной вместимостью более миллиона бушелей (35 млн л3). К 1917 году элеваторные компании Хатчинсона скупали зерно у 50-ти разных производителей по всему штату Канзас. После второй мировой войны суммарная вместимость элеваторов города составляла 16 млн бушелей (564 млн л3).
- В городе расположен Завод Гидравлики, принадлежащий корпорации Eaton Corporation. Завод получил инвестиции на сумму 1 млн долларов США от города Хатчинсон и 2 млн долларов США от правительства штата Канзас — это спасло завод от закрытия в 2006 году. Однако многие сборочные работы были перенесены на завод в Мексике, в город Рейноса[22].
- Корпорация Лоуэна[23] по производству идентификационных знаков (вывесок, указателей, шильдиков) начала свою деятельность в 1950 году в гараже Майка Лоуэна. На сегодняшний день корпорация имеет 2 производственных подразделения: «Компания Знаков Лоуэна» (Lowen Sign Company), крупнейший в стране производитель вывесок для недвижимости; и «Цветная Графика Лоуэна» (Lowen Color Graphics), лидирующий в США производитель по проектированию и нанесению графических изображений на корабли и автомобили, создание рекламной графики и оформления готовой продукции. Имеет производственные мощности в 3-х штатах.
- Корпорация «Автобусы Колинз» (Collins Bus) является крупным производителем малых школьных автобусов (Тип А).[24] Основана компания была в 1971 году в Южном Хатчинсоне. Корпорация «Автобусы Колинз» была приобретена корпорацией «Промышленные Партнёры Америки» (American Industrial Partners), которая в 2010 году объединилась с «Корпорацией Предприятий Флидвуд» (Fleetwood Enterprises Inc.).
- Корпорация «ПрямаяЛиния ГНБ» (StraightLine HDD) — производитель оборудования для горизонтального бурения. Продукция компании включает: системы для приготовления бурового раствора, пневмомолоты, полную линейку оборудования, запасных частей и аксессуаров для всех марок установок горизонтального направленного бурения. Основана корпорация в 1984 году в городе Уичито. В 2003 году корпорация была приобретена частной компанией Finco Inc., после чего производственные мощности были перенесены в город Хатчинсон. На территории города Хатчинсон производство занимает площадь 0,65 гектара (6500 м2).
- Завод Сименс по сборке гондол для ветрогенераторов в Хатчинсоне был открыт в декабре 2010 года. Выпускает гондолы для ветрогенераторов мощностью 2,3 MW и 3,0 MW. Завод прошёл сертификацию LEED Gold благодаря рациональному использованию электроэнергии, водных ресурсов, а также за внедрения новых экологичных технологий. Использование продукции завода в штате Канзас помогает сократить выбросы парниковых газов, что способствует оздоровлению окружающей среды[25].

## Транспорт

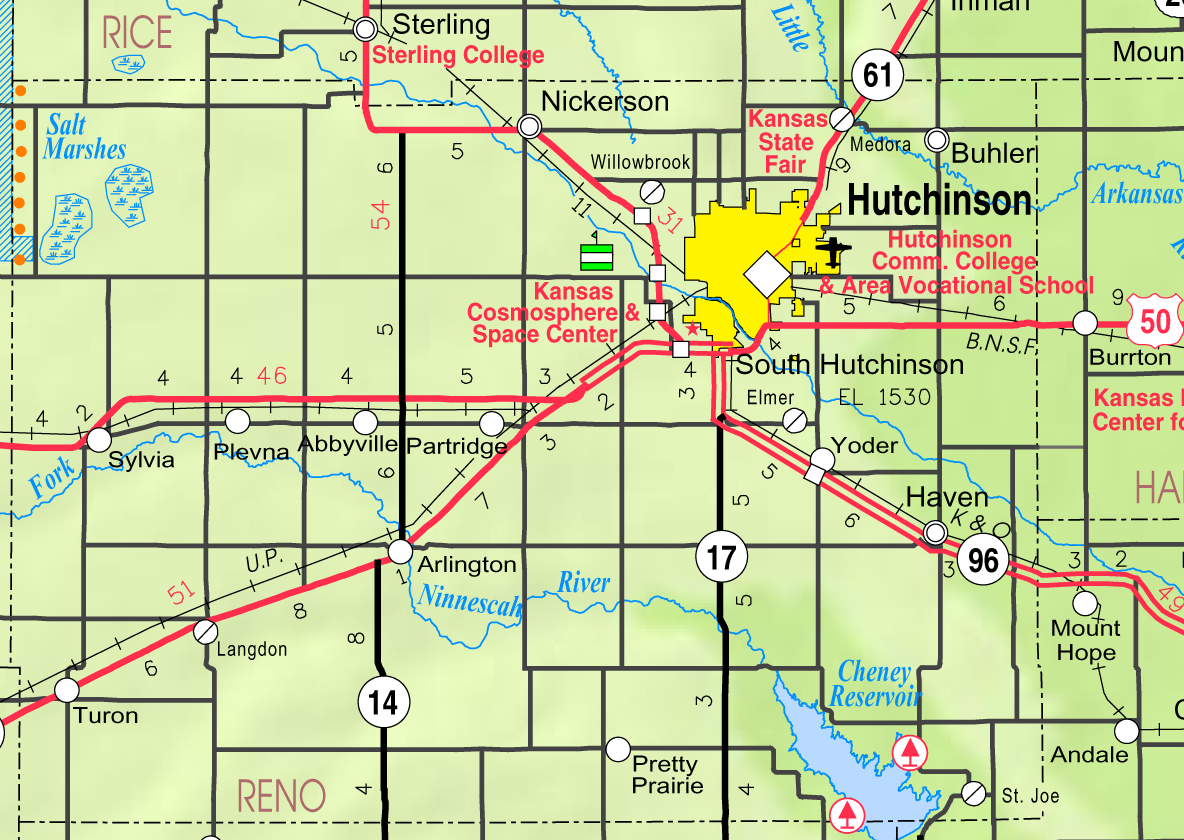
KDOT Катра округа Рино. 2005 год.

Шоссе США US 50en проходит с востока на запад, касаясь южной границы города. Шоссе штата Канзас K-96en идёт с северо-запада, касается Южного Хатчинсона и уходит на юг. Шоссе штата Канзас K-61en приходит с запада единой дорогой с US 50, и у южной границы Хатчинса поворачивает на север, проходя по восточной части города.
Reno County Area Transit (RCAT) является службой Департамента Общественного Транспорта округа Рино. RCAT имеет 5 направлений, каждая из которых содержит несколько маршрутов: направление 1N (10 маршрутов), направление 1S (8 маршрутов), направление 2E (11 маршрутов), направление 2NW (12 маршрутов), направление 3 (12 маршрутов).
Муниципальный Аэропорт Хатчинсона (Hutchinson Municipal Airport), IATA HUT, расположен в восточной часте города. Аэропорт в основном используется для авиации общего назначения.
Три железнодорожные компании обслуживают Хатчинсон:
- Подразделение Ла Хунтаen компании Железная Дорога Северного Бёрлингтона и Санта Фе, линия дороги которой проходит с востока на запад через город[28].

Национальная железнодорожная пассажирская корпорация Amtrak использует линии компании BNSF для пассажирских перевозок. Железнодорожная станция Hutchinson является остановкой на маршруте «Вождь юго-запада».
- Железнодорожная ветка Тукумкэри (Tucumcari Line), принадлежащая компании «Юнион Пацифик», проложена через город с северо-востока на юго-запад[29].
- Хатчинсон является конечной станцией двух линий «Железной Дороги Канзаса и Оклахомы»: подразделения Хатчинсона, заходящая в город с юга; и подразделения Большой Дуги (Great Bend), заходящая в город с северо-запада.

В 2010 году междугородняя автобусная компания «Быстроходный Автобус» (Greyhound Bus) провела маршрут через Хатчинсон. Он идёт из Уичито в Пуэбло (Колорадо), проходя через Хатчинсон, Додж-Сити и Гарден-Ситиen.

## Система образования

### Колледжи и университеты
- Общественный Колледж Хатчинсона (Hutchinson Community College)

### Начальное и среднее образование
Публичная Школа Хатчинсона (USD 308) управляет 12-ю школами в городе:

| - Avenue A Elementary School (Классы от Pre-K до K) - Faris Elementary School (от K до 6 класса) - Graber Elementary School (от K до 6 класса) - Lincoln Elementary School (от K до 6 класса) - Magnet School at Allen (от K до 6 класса) - McCandless Elementary School (от K до 6 класса) | - Morgan Elementary School (от K до 6 класса) - Wiley Elementary School (от K до 6 класса) - Hutchinson Middle School 7 (7 класс) - Hutchinson Middle School 8 (8 класс) - Старшая Школа Хатчинсона (Hutchinson High School) (от 9 до 12 класса) - Академия Карьеры и Технического Образования Хатчинсона (HCTEA Архивная копия от 4 марта 2014 на Wayback Machine) |  |

Город Buhler USD 313 управляет четырьмя школами внутри и вокруг Хатчинсона:

| - Obee Elementary School (от K до 6 класса) - Union Valley Elementary School (от K до 3 класса) | - Prosperity Elementary School (от 4 до 6 класса) - Prairie Hills Middle School (от 7 до 8 класса) |  |

Город Южный Хатчинсон en USD 309 управляет одной школой около Хатчинсона:
- Reno Valley Middle School (от 7 до 8 класса)

Кроме перечисленных, в Хатчинсоне имеются ещё 5 частных школ:

| *Central Christian Schools (от Pre-K до 12 класса) - Holy Cross Catholic School (от Pre-K до 6 класса) - St Teresa Elementary School (от Pre-K до 6 класса) | - Trinity Catholic High School (от 7 до 12 класса) - Victory Village Christian Academy (неклассифицированная) |  |

## Достопримечательности
- Канзасский центр космосферы и космоса (Kansas Cosmosphere and Space Center) — музей и образовательное учреждение, посвящённое истории зарождения и развития космической отрасли нацистской Германии, СССР и США.
- Стратака (Strataca), также известный как «Канзасский Подземный Музей Соли» — подземный музей при действующей соляной шахте. Здесь представлена история развития техники добычи соли с 1923 года, а также примеры использования старых шахт как складских помещений с уникальными климатическими свойствами.
- Канзасская ярмарка (Kansas State Fair) — ежегодная государственная ярмарка, проходящая в Сентябре на Ярмарочной Площади Штата Канзас (Kansas State Fairgrounds). Начинается в следующую пятницу после Дня Труда и длится 10 дней. Это мероприятие ежегодно привлекает около 350 тыс. посетителей из всех 105 округов Канзаса и некоторых соседних штатов.
- Парк Кэри (Carey Park). На территории парка расположены поля для гольфа, озёра и лодочная станция, водные аттракционы, зоопарк, бельведеры, фонтан[34].
- Загородный клуб Дюны Прерии (Prairie Dunes Country Club) — гольф-клуб, открытый в 1937 году, принимавший Женский Открытый Чемпионат США (U.S. Women’s Open Championship) в 2002 и 2006 годах.
- Театр Фокс (Fox Theater). Театр построен в 1930 году, архитектура выдержана в стиле Ар-деко. Здание театра включено в Национальный реестр исторических мест США в 1989 году.
- Исправительное учреждение Хатчинсона (Hutchinson Correctional Facility). Строительство здания тюрьмы продолжалось с 1885 по 1895 годы.